# Porqueres
Porqueres är en kommun i Spanien.   Den ligger i provinsen Província de Girona och regionen Katalonien, i den östra delen av landet, 600 km öster om huvudstaden Madrid. Antalet invånare är 4 491. Arean är 34 kvadratkilometer. Porqueres gränsar till Serinyà, Fontcoberta, Banyoles, Cornellà del Terri, Camós, Canet d'Adri och Sant Miquel de Campmajor. 
Terrängen i Porqueres är kuperad åt sydväst, men åt nordost är den platt.